# ماچی ام.۱۹
ماچی ام. ۱۹ (به انگلیسی: Macchi_M.19) یک هواگرد ملخ‌پیشین تک‌موتوره از نوع Racing کشتی پرنده ساخت شرکت Macchi است. هواگرد ماچی ام. ۱۹ نخستین پروازش را در ۱۹۲۰ میلادی انجام داد. در مجموع، تعداد ۱ فروند از این هواگرد ساخته شده‌است.